# Bassins du Petit et Grand Palais
Los seis pequeños estanques dispuestos alrededor del Grand y Petit Palais están ubicados a lo largo de Avenue des Champs-Élysées y Avenue Winston-Churchill, en el VIII Distrito de París.

## Histórico
La construcción del Grand y Petit Palais forma parte del plan de ordenación de la parte baja de los Campos Elíseos, para crear un conjunto arquitectónico que realce la perspectiva entre los Campos Elíseos y los Inválidos. Fue con motivo de la Exposición Universal de 1900 que se puso en marcha este plan urbanístico, entre 1897 y 1900.

Plano de los jardines de los Campos Elíseos.

## Descripción
Las seis fuentes de piedra blanca con vasos muy sencillos adornan el entorno de los dos museos.
Al norte, los dos pequeños lavabos con formas rectangulares se instalan en el paseo de la Avenue des Champs-Élysées, a ambos lados de Avenue Winston-Churchill y Place Clemenceau, al oeste en el lado Grand Palais (plaza de Berlín), al este en el lado del Petit Palais. En el centro de cada estanque había originalmente un manojo de juncos de hierro fundido del que brotaban numerosos chorros de agua. Estas poleas fueron sustituidas a mediados de la década de 2010 por los delfines de bronce, obra de Joseph Bouvard y Jean-Baptiste Gravigny, que adornaban las fuentes de la Place de la République desde 1883, que ha sido restaurada.
 

En los extremos de la avenida Winston-Churchill, las otras cuatro fuentes, más pequeñas y de formas redondeadas, aportan frescura a los paseantes con un chorro de agua más grande. Junto a la fuente redonda en el lado sur del Petit Palais, Jardin des Abords-du-Petit-Palais, una estatua ambulante de Winston Churchill adorna el paisaje. Enfrente, se añade a la composición una estatua de Georges Clemenceau de pie sobre una roca.

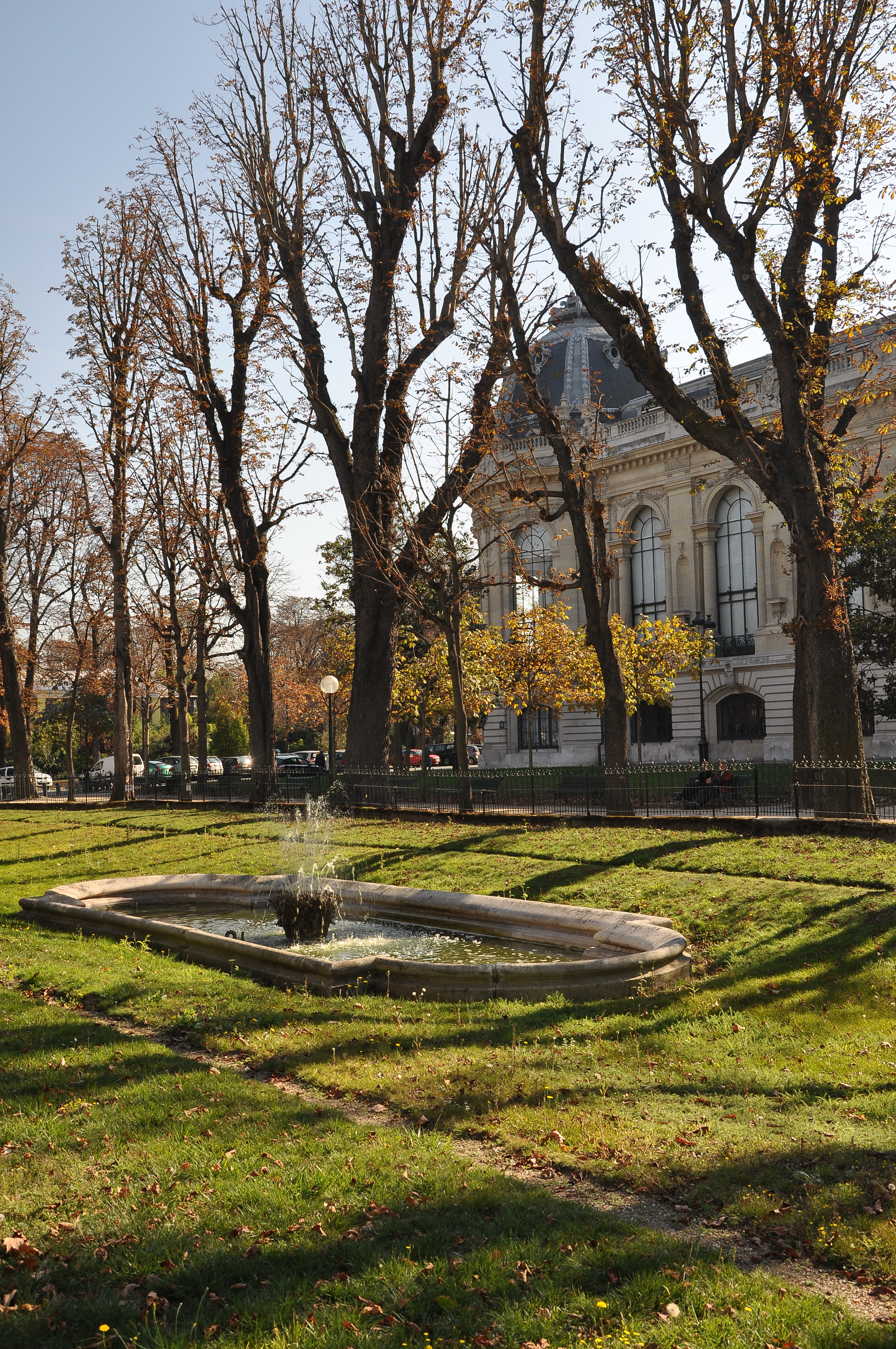
Lavabo rectangular del Petit Palais (gavilla de juncos).
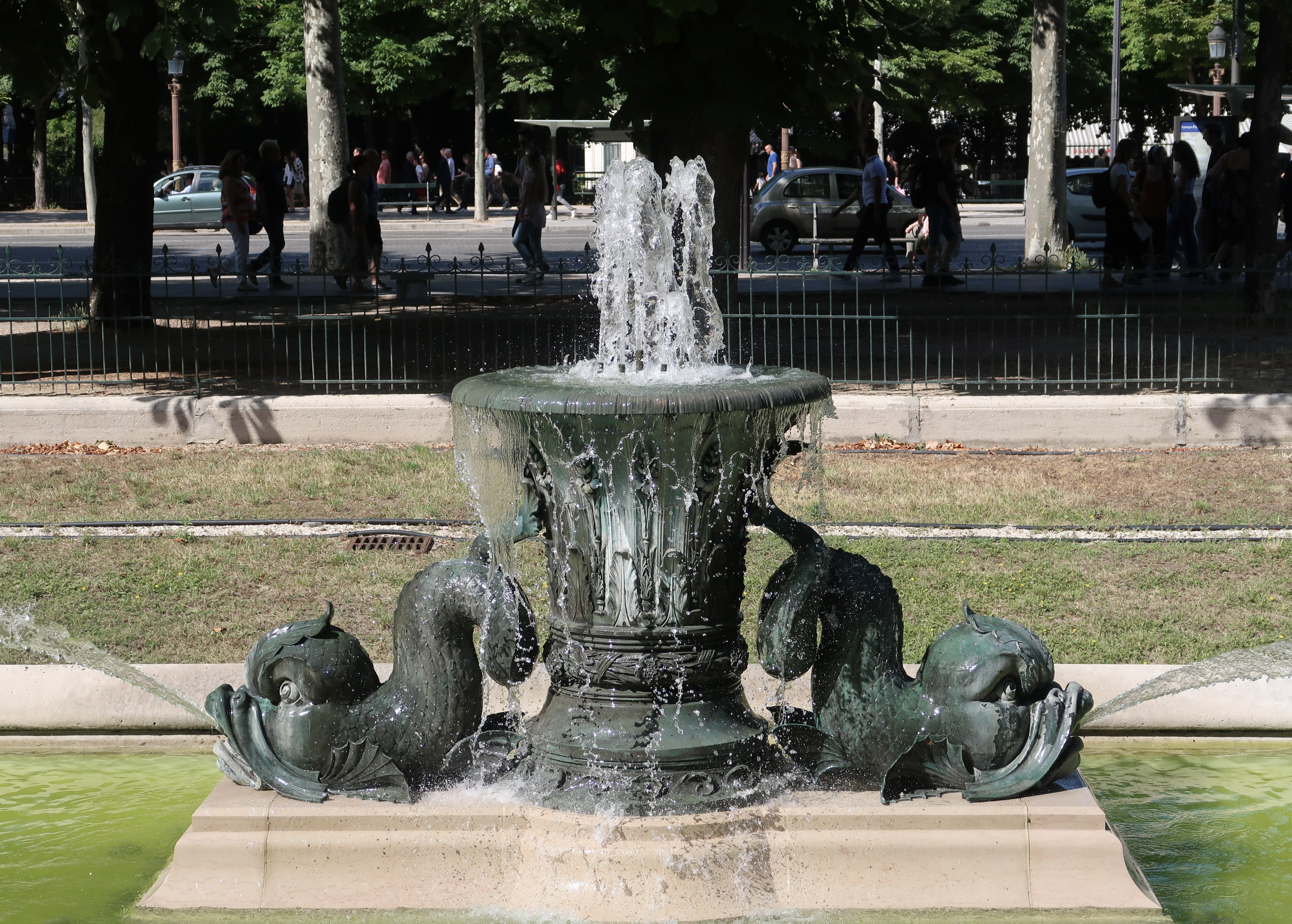
Los delfines de la cuenca del Grand Palais reemplazando la gavilla de juncos.
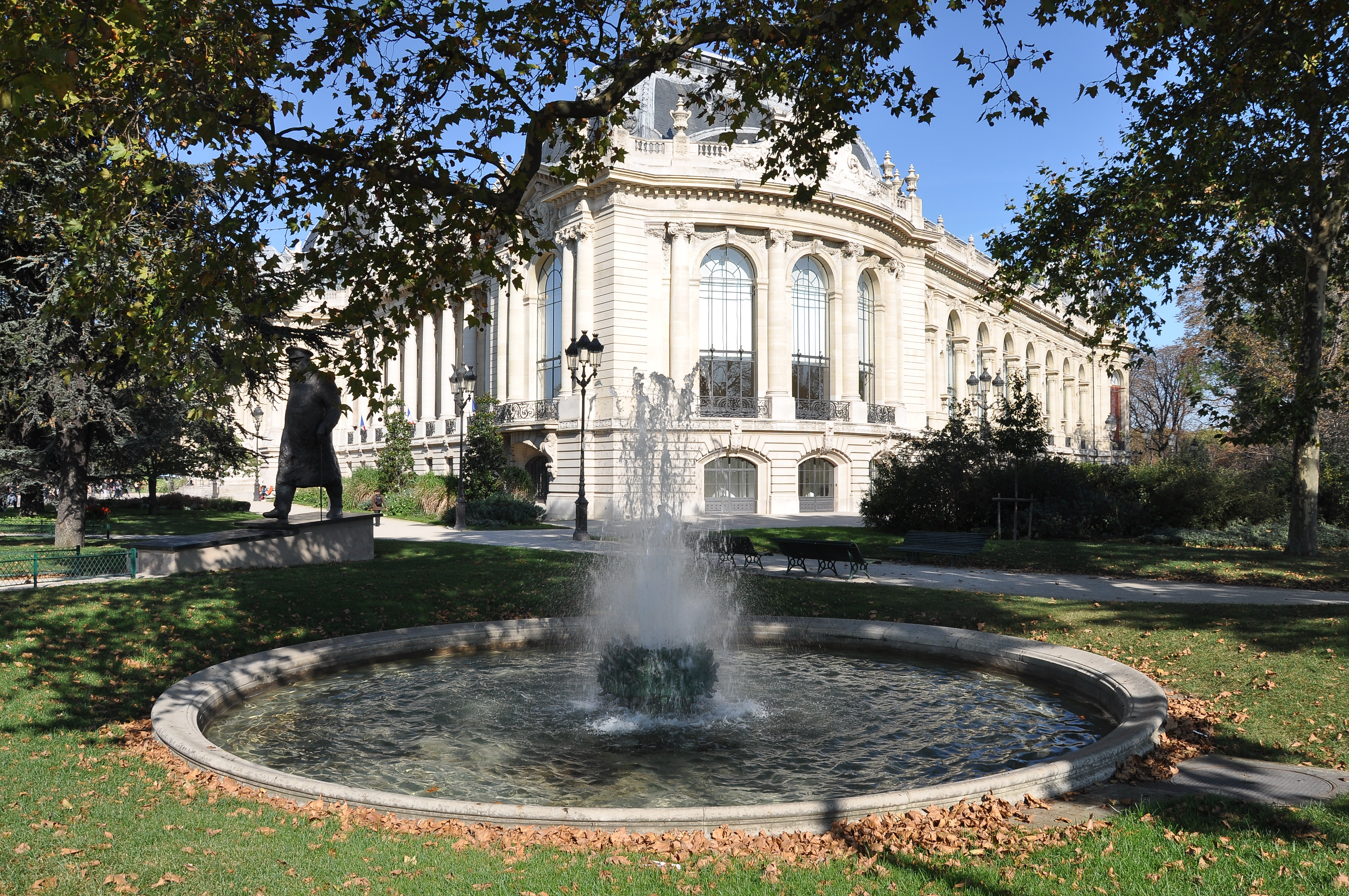
Fuente redonda en el lado sur del Petit Palais.

## Confusión
Otras fuentes (Fuente de los Embajadores, Fuente del Circo, Fuente de Diane y Fuente de la Grille du Coq), construidas alrededor de 1840 por el arquitecto Jacques Hittorff y el escultor Jean-Auguste Barre, recorren los jardines, a ambos lados. otro de la Avenue des Champs-Élysées.